# アンリミテッドプリパレーション
アンリミテッドプリパレーションは、吉本興業で活動していた日本のお笑いコンビ。元大阪府城東区住みます芸人。

## メンバー
黒澤 慶（くろさわ けい、1992年10月5日（32歳） - ）
ボケ担当。
兵庫県三田市出身、大阪大学基礎工学部電子物理化学科卒業。同大学の大学院にも進んだが芸人を目指すため中退した。身長182 cm、体重72 kg。血液型はA型。
趣味は顕微鏡。特技は身長を聞いたら誰と一緒か言えること、社交ダンス。
大学時代にやっていた社交ダンスを活かし、女性のダンスパートナーを務めるバイトをしている。
解散後はピン芸人「くろさワールド」を経て、同期の佐々木スクイズと「ササクロ」を結成。

樋口 達也（ひぐち たつや、1993年1月19日（32歳） - ）
ツッコミ担当。
兵庫県神戸市出身、一度浪人を経て関西学院大学卒業。身長170 cm、体重67 kg。血液型はA型。
趣味および特技は野球。
趣味は食べ歩き、検定集め。特技はモノマネ・マラソン・水泳。
実家は小さな鉄工所を営み、学生時代はそこでバイトさせてもらっていた。芸人になってからは熟女キャバレーでバイトをしている。
解散後は本名と同一だった芸名を「ひぐたつ」に一時期改名し、ピン芸人を経て同期の渡辺伝説とコンビ「ファイナルセピア」を結成。

## 来歴
2人ともNSC大阪校39期出身で、大学を出てからすぐさまNSCへ入学したため社会人および就活の経験もない。兵庫県出身で同い年という共通点からコンビを結成した。
コンビ名は当初、黒澤が持ちギャグでもある「幸せハッピー」にしたいと申し出るも難色を示した樋口は、自身の大事にしているものを英語にした『プリパレーション（準備）』という単語を考えるもそれだけだとダサいと感じ、考案した様々な候補の中で『アンリミテッド（限界の無い）』が一番しっくりきたことに由来。
2021年9月30日を以て解散。2人とも芸人は続ける。

## 芸風
主に漫才で、M-1グランプリ2019では3回戦進出。
第10回「特別記念」関西演芸しゃべくり話芸大賞では奨励賞を受賞。

## 出演
- マヨなか笑人（読売テレビ）2018年3月16日（黒澤のみ）[15]、12月21日[16]
- 月曜日のオンスト（YES-fm）[3]